# جان بيير رسام
جان بيير رسام (بالفرنسيةJean-Pierre Rassamː) كان منتج أفلام فرنسي, لبناني المولد, سوري الأصل, تم العثور عليه ميتًا, عن عمر يناهز 43 عامًا, في جناحه في بلازا أثينا, سبب الوفاة هو جرعة زائدة من الباربيتورات ، في عام 1985, وكان على علاقة بالممثلة كارول بوكيه وأنجب منها ابن واحد وهو المنتج السينمائي ديميتري رسام.

## سيرته
ولد لعائلة مسيحية من البورجوازية السورية اصلها من دمشق، وصل جان إلى فرنسا في سن الثامنة، في أوائل الستينيات، كان طالبًا في في معهد الدراسات السياسية بباريس، قبل الشروع في إنتاج الأفلام. اختار جان منتج الأفلام باربيت شرودر كموجه ومعلم له، والذي أسس مع إريك رومر ، شركة الأفلام Les Films du Losange.

## حياته الشخصية
عاش في جناح في بلازا أثينا لسنوات عديدة.  كان رفيق الممثلة كارول بوكيه انجب منها ديميتري رسام، وهو الآن منتج أفلام وعضو من العائلة الملكية في موناكو عن طريق الزواج، جان هو عم توماس لانجمان وجوليان رسام.

## فيلموجرافيا جزئية
- تيس (1979) [20]
- لا تلمس المرأة البيضاء! (1974)
- لانسلوت البحيرة (1974)
- الدم من أجل دراكولا (1973)
- لحم لفرانكشتاين (1973)
- لا غراندي بوف (1973) [7]
- توت فا بين (1972)
- لن نتقدم في العمر معًا (1972)